# خانه قایقی (فیلم)
خانهٔ قایقی (به انگلیسی: Houseboat) فیلمی در ژانر کمدی رمانتیک و رمانتیک به کارگردانی ملویل شاولسون محصول ایالات متحدهٔ آمریکا است که در سال ۱۹۵۸ منتشر شد.

## بازیگران
- کری گرانت
- سوفیا لورن
- مارتا هایر
- چارلز هربرت
- هری گواردینو
- ادواردو چانلی
- میمی گیبسون
- ورنر کلمپرر
- مج کندی
- جان لیتل
- کاتلین فریمن
- ماری همیلتون